# 野崎詣り
『野崎詣り』（のざきまいり）は、上方落語の演目。北河内（現・大阪府大東市）の寺院・慈眼寺（野崎観音）の同名の行事および、その参拝客の間に伝わる風習を題材にした噺。
原話は、1720年（享保5年）に出版された笑話本『軽口福ゑくぼ』の一編「喧嘩はどうじゃ」（男が、田舎侍に橋の上で因縁をつけられたので、「山椒は小粒でもヒリヒリ辛い」と見得を切ろうとするが、「山椒は」で言葉に詰まってしまう。それを見た往来の人が「小粒だ」と助けると、田舎侍が刀を投げ捨てて這いつくばり、その「小粒」を探し始めるというもの。「小粒」は豆板銀の通称でもある）。
7代目桂文治が得意としその弟子の初代桂春団治以降代々の春団治の「お家芸」として知られる。2代目以降の春団治が用いる出囃子は同演目の舞台にちなむ『野崎』（人形浄瑠璃および歌舞伎の『新版歌祭文』のうち「野崎村」の段より）である。

## あらすじ
晩春のよく晴れた日。野崎観音の門前は大勢の参拝客でにぎわっている（※ここで演者が「その道中の陽気なこと」と言うのをきっかけに、下座からハメモノとして『扇蝶』が入る）。
喜六と清八も同様に、野崎観音へ向かう。道中、喜六が「歩き疲れた」と言うので、清八は住道まで船に乗っていくことを提案するが、喜六は「船というモンは、板1枚下は地獄や」と言い張り、清八の誘いを強く渋る。清八は「板1枚上は極楽やと思わないかん。歩かいで（＝歩かないで）ええさかい、腹減らん。土手で風を浴びんさかい、ほこりに遭わん」と利点を言い聞かせて喜六を納得させ、荷物運搬用の小舟（野崎詣りの期間中だけ参拝客用に運航していた）に乗り込む。
艫（とも＝船尾）に座っていた喜六は、船頭に「すまんけど、手助けに艫ォ張って（＝たたいて）もらえんか」と頼まれ、清八を殴る。船頭は「友達どついて（＝殴って）船が出るかい。そこの杭持ってきばって（＝力を入れて）くれ、言うたんや」と説明する。船頭は待つが、いつまでたっても船が動かない。振り返ってみると、喜六は杭に力一杯しがみついて、うなっている。船頭が「その杭を突いてくれ、ちゅうのがわからんかえ」とさらに噛み砕いて説明したので、ようやく船を出発させることができる。
喜六が堤を見上げると、美しい女が歩いているので、思わずはやし立て、騒ぐ。清八がたしなめると、喜六は「わい、黙ってたら口の中に虫が湧く性分やねん」とまぜ返す。清八は「ほたら（＝それなら）丁度ええわい、土手通ってる連中と、喧嘩せえ」と吹き込む。喜六が「土手の上から石投げられたら、逃げられへんで、わい負ける」とおびえると、清八は「アホやなあ、野崎詣りの喧嘩は『振売喧嘩』ちゅうて、手ェひとつ出さん、口だけで喧嘩するここの名物やがな。船に乗ったモンと土手歩くモンで口喧嘩して、喧嘩に勝てば、その年の運がええという、運定めの喧嘩や。船が着いて、土手に上がったら、仲直りしもって、踊りながら行て、どっかで酒飲むねん」と教える。喜六は乗り気になり、さっそく喧嘩を売り始める。
「おーい、向こう行く奴ー」「アホか、みな向こう行くがな。誰なら誰、て言わんかえ」「あ、そうか。おーい、誰なら誰ー」「……皆、こっち見て笑（わ）ろてるがな。あこ（＝あそこ）に、女に傘さしかけて歩いてるのおるやろが、あれを相手に取れ」「どない言うたらええね?」「『おーい、そこの女に傘をさしかけてる奴ー。夫婦（めおと）気取りで歩いてけつかるけども、それはおのれ（＝お前）の嬶（かか）やなかろ。どこぞの稽古屋のお師匠（おっしょ）はんをたらしこんで、住道あたりで酒塩（さかしお）で胴がら炒めて（＝酔わせて）、ボーンと蹴倒そう（＝わが物にしよう）と思てけつかる、ちゅう魂胆やろが、分不相応じゃい。稲荷さんの太鼓で、ドヨドン（＝雑用損：ぞうようぞん と太鼓の音をかけた、無駄金であるという意味の地口）じゃ』とこうやれ」「……それわいが言うんか?」「横から教えたるさかい、呼び止めェ」
「おーい、女に傘をさしかけてる奴ー」「へーえ、わたいでっかー」「へえへえ、あんたでやっせー」「どアホ、喧嘩にそないな丁寧な言い方言うてどうするねん」「おーい……め、夫婦気取りで、あ、歩いてけつかるけどもー……なあ、せやな?」「『それはおのれの嬶やなかろ』や」「そ、それは、おのれの嬶やなかろ。……住道あたりでなあ、ドン、ドン、ドンガラ、ボンボン、チキチキ、あのー……それはいかんぞ。ドヨドーン、ドヨドーン」「……それは違いますぞな。これはうちの家内じゃ。これから仲よく参拝いたしますのじゃ」「へえ。それはまあ、お楽しみ……」喧嘩が喜六の敗北となりかけたところ、清八が「おーい、馬の糞踏んでるぞー」と叫ぶ。すると、男は「どこにー」と返しつつ、下を向く。清八は「嘘じゃーい。……これでわいの勝ちや」と誇る。
以下、喧嘩をする人物やその順序、喧嘩の文句は演者によってさまざまに異なる。相合傘で歩く夫婦連れの登場はほぼ共通するが、他に以下のような人物が登場する。
- 「馬の糞踏んでるぞー」に感心した喜六が、背の大きな男に「おーい、そこのどでかい奴ー。馬の糞踏んでるぞー」と叫ぶ。すると大男は、「踏んだらどないしたんじゃい。こいつを踏むと背が高（た）こなンのんじゃ」と言い返す（子供が馬糞を踏むと、背が伸びるという俗信がある）。清八は大男の背の高さに目をつけ、「『まだ高こなりたいのんか、入日（いりび）の影法師（かげぼし）。半鐘盗人（ぬすと）。燈明台（とうみょうだい）の油さし。ヒョロ長のアホー』とこう言うたれ」と喜六に吹き込み、退散に成功させる（あるいは退散せず、終盤の喧嘩になだれ込む）。

- 頭をかきながら歩いている男。清八が男の袖から見える襦袢に目を付け、「『自慢の襦袢が見せたいがために、頭かいて歩いてんねやろ。そない見せたいなら、竹の棒にでもくくり付けて、ひけらかして歩け』とこう言わんかい」と喜六に吹き込む。喜六は、「頭やのうて、ホンマは尻が痒いねやろー」となじるが、一向にこたえない。男が威勢よく「悔しかったら着て来んかい」と言うと、ひるんだ喜六は「金に困って質に入れた（あるいは、屑屋に売った）」と口走る。

清八は、堤から自分たちの船に向けて、「片仮名の『ト』の字のチョボがへたった」と叫ぶ声を耳にする。喜六が「何のこっちゃねん」とたずねると、清八は「俺が背が高（たこ）うて、お前は背が低い。せやから、お前のことを『トの字のチョボ』、とこう言うとんねや」と謎を解いてみせ、「感心してる場合やない。おい、『小さい小さいと軽蔑さらすな。大きいのんが何の役に立つかえ。天王寺の仁王さん、体は大きいが、門番止まりやないかい。それにひきかえ、江戸は浅草の観音さん、お身丈は1寸8分（＝約5.45センチメートル）でも18間（＝約32.7メートル）四面のお堂に入ってござる。山椒は小粒でも、ヒリヒリ辛い』と言うてやれ」と喜六に吹き込む。
「おーい、小さい小さいとなあ。センベツすなー」「軽蔑やがな」「江戸はなあ。コラ……江戸はドサクサ、いや深草」「浅草や」「深草なら少々の誤り、浅草の観音さんは、お身丈は18間でも1寸8分のお堂に入ってござる」「そら、さかさまや」「ああ、さかさまのお堂じゃ、アホンダラー。山椒は……山椒は、ヒリヒリ辛いわい」
堤の男は、「それを言うなら山椒は『小粒でも』ヒリヒリ辛いじゃ、お前のは『小粒』が落ちとるぞ」と叫び返す。喜六は思わず、「どこにー」と言いながら下を向く。「おい、チビー。何を下向いとおるんじゃい」
「へえ。落ちた小粒を、探しております」

## バリエーション
- 冒頭に茶屋で豆板銀を支払う参拝客のシーンを追加することによって、サゲの効果を高める演じ方がある（2代目笑福亭松之助ら）。

- 船が出発した直後、喜六が、「しもた（＝しまった）、忘れ物した」と言い出すところから始まるシーンを挿入する演じ方がある。

清八は「この前も我孫子の観音さん（あるいは「能勢の妙見さん」）行った時も、笠忘れたンやないかい? 今なら船、出たとこや、ちょっと止めてもらったら間に合うがな」とたずねる。しかし喜六は「もうええねん、わい、我慢するわ」と言う。「何忘れたンや」「小便（しょんべん）するの忘れた」
清八が「ここいら船のハタ（＝船べり）でやったらええがな」と聞くと、喜六は「わい、船のハタ立って水見たら怖あてしゃあない」と言う。「そういう時は、竹の筒を持ち込んで、樋（とゆ＝とい）のようにして小便したらええんや……おい、丁度、横手に竹の皮あるさかい、それ丸めて筒にして、せえ。ホンマ、お前とおったら恥のかきづめや」
- 5代目と6代目の笑福亭松鶴や、2代目松之助は、喜六・清八を中盤で退場させ、ラストシーンを屋形船の客と堤の客との喧嘩として演じている。もとはこれが本来の演じ方だったが、初代桂春団治がレコード録音の時間的制約のため、設定を変えた。

- 初代春団治はレコードにおける口喧嘩のシーンで「虎は死んで皮残す」「船の中のン。よう物知っとんな、おい。ほたら、ライオン死んだら何残すんじゃい」「大方、歯磨き残すじゃろ」と演じ、サゲとした。

## 関連する楽曲
- 1934年（昭和9年）発売の東海林太郎の歌謡曲『野崎小唄』（今中楓溪作詞・大村能章作曲）は同演目にちなんだ楽曲であり、間奏部では『野崎』の旋律が導入されているほか、演目内の風景を読み込んだ「呼んでみようか土手の人」という歌詞がある。